# 1633年臺灣
|        | 臺灣歷史 \| 台灣歷史年表 |
| 世纪： | 16世纪臺灣 \| 17世纪臺灣 \| 18世纪臺灣 |
| 年代： | 1600年代臺灣 \| 1610年代臺灣 \| 1620年代臺灣 \| 1630年代臺灣 \| 1640年代臺灣 \| 1650年代臺灣 \| 1660年代臺灣                                           |
| 年份： | 1628年臺灣 \| 1629年臺灣 \| 1630年臺灣 \| 1631年臺灣 \| 1632年臺灣 \| 1633年臺灣 \| 1634年臺灣 \| 1635年臺灣 \| 1636年臺灣 \| 1637年臺灣 \| 1638年臺灣 |
| 纪年： | 癸酉年（鸡年）、荷蘭東印度公司統治臺灣9周年、西班牙統治臺灣7周年                                                                                       |

本條目介紹臺灣於1633年所發生的歷史事件，以及該年重要台灣人物的生卒日期。這年是荷蘭東印度公司於臺南開啟荷蘭統治時期的第十年，新西班牙菲律賓都督府於基隆開啟西班牙北台灣統治時期的第八年。南部處於第四任臺灣長官漢斯·普特曼斯的管理下，這一年荷蘭東印度公司與明朝發生海戰，結果戰敗。

## 政府

臺灣長官：漢斯·普特曼斯
雞籠淡水長官：格司曼

## 大事記
- 1月1日：漢斯·普特曼斯為熱蘭遮城內城的四個稜堡命名，名稱來自荷蘭瓦爾赫倫島的地名，分別是密得堡（Middelburch，西南稜堡）、安娜麥頓（Arnemuiden，西北稜堡）、甘伯菲爾（Camperveer，東南稜堡）、菲力辛根（Vlissingen，東北稜堡）[1]:67、68。
- 10月22日：荷蘭東印度公司與劉香、李國助（李旦之子）勢力組成的聯軍與明朝軍隊及鄭芝龍軍隊在金門料羅灣發生海戰，結果荷軍戰敗，退回大員[2]:44、45。